# Поливники
Поли́вники (бел. Палі́ўнікі) — деревня в составе Техтинского сельсовета Белыничского района Могилёвской области Республики Беларусь.

## Население
- 2010 год — 5 человек